# Agrilus cavatus
Agrilus cavatus es una especie de insecto del género Agrilus, familia Buprestidae, orden Coleoptera. Fue descrita  por Chevrolat, 1838.
Se encuentra desde el sudoeste de Estados Unidos y México hasta Sudamérica. A los adultos se los encuentra en Acaciella suffrutescens Fabaceae).